# Criteri d'informació de desviació
El criteri d'informació de desviació (DIC) és una generalització de modelització jeràrquica del criteri d'informació d'Akaike (AIC). És especialment útil en problemes de selecció de models bayesians on les distribucions posteriors dels models s'han obtingut mitjançant la simulació de la cadena de Markov Monte Carlo (MCMC). DIC és una aproximació asimptòtica a mesura que la mida de la mostra es fa gran, com AIC. Només és vàlid quan la distribució posterior és aproximadament normal multivariant.

## Definició
Definiu la desviació com {\displaystyle D(\theta )=-2\log(p(y|\theta ))+C\,}, on {\displaystyle y} són les dades, {\displaystyle \theta } són els paràmetres desconeguts del model i {\displaystyle p(y|\theta )} és la funció de probabilitat. {\displaystyle C} és una constant que s'anul·la en tots els càlculs que comparen models diferents, i que per tant no cal conèixer.
Hi ha dos càlculs d'ús comú per al nombre efectiu de paràmetres del model. El primer, tal com es descriu a Spiegelhalter et al. (2002, p. 587), és {\displaystyle p_{D}={\overline {D(\theta )}}-D({\bar {\theta }})}, on {\displaystyle {\bar {\theta }}} és l'expectativa de {\displaystyle \theta }. El segon, tal com es descriu a Gelman et al. (2004, p. 182), és a dir {\displaystyle p_{D}=p_{V}={\frac {1}{2}}{\overline {\operatorname {var} \left(D(\theta )\right)}}}. Com més gran sigui el nombre efectiu de paràmetres, més fàcil serà que el model s'ajusti a les dades i, per tant, cal penalitzar la desviació.
El criteri d'informació de desviació es calcula com
{\displaystyle \mathrm {DIC} =p_{D}+{\overline {D(\theta )}},}
o equivalentment com
{\displaystyle \mathrm {DIC} =D({\bar {\theta }})+2p_{D}.}
A partir d'aquesta darrera forma, la connexió amb AIC és més evident.

## Motivació
La idea és que els models amb DIC més petit s'haurien de preferir als models amb DIC més gran. Els models estan penalitzats tant pel valor de {\displaystyle {\bar {D}}}, que afavoreix un bon ajust, però també (similar a AIC) pel nombre efectiu de paràmetres {\displaystyle p_{D}}. Des de {\displaystyle {\bar {D}}} disminuirà a mesura que augmenta el nombre de paràmetres d'un model, el {\displaystyle p_{D}} El terme compensa aquest efecte afavorint models amb un nombre menor de paràmetres.
Un avantatge del DIC sobre altres criteris en el cas de la selecció de models bayesians és que el DIC es calcula fàcilment a partir de les mostres generades per una simulació de Monte Carlo de cadena de Markov. AIC requereix calcular la probabilitat al màxim {\displaystyle \theta }, que no està disponible a la simulació MCMC. Però per calcular DIC, simplement calculeu {\displaystyle {\bar {D}}} com la mitjana de {\displaystyle D(\theta )} sobre les mostres de {\displaystyle \theta }, i {\displaystyle D({\bar {\theta }})} com el valor de {\displaystyle D} avaluat a la mitjana de les mostres de {\displaystyle \theta }. Aleshores, el DIC se segueix directament d'aquestes aproximacions. Claeskens i Hjort (2008, cap. 3.5) mostren que el DIC és l'equivalent de mostra gran a la versió natural robusta del model de l'AIC.